# Scythropesthes bicolor
Scythropesthes bicolor är en skalbaggsart som beskrevs av Hermann Burmeister 1842. Scythropesthes bicolor ingår i släktet Scythropesthes och familjen Cetoniidae. Inga underarter finns listade i Catalogue of Life.